# Suq

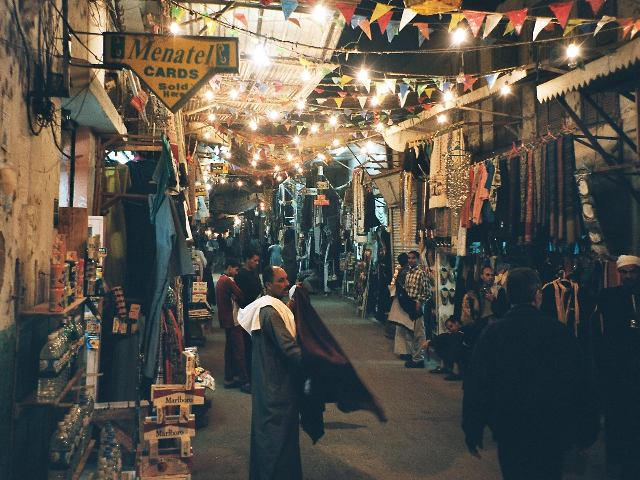
Suq ad Esna, in Egitto

La parola suq (in arabo سوق‎?) indica il mercato organizzato in corporazioni, luogo deputato allo scambio delle merci. In italiano è tuttavia normalmente scritto con una diversa grafia: suk, maggiormente in uso nella letteratura francofona.

## Storia
Nell'Islam classico costituiva - insieme alla moschea e al Palazzo del potere - il terzo centro funzionale della città musulmana. A differenza della Moschea o del Palazzo, il sūq non occupava quasi mai il centro della città a causa dell'invasività di certe arti e professioni che potevano arrecare disturbo, per i rumori o gli odori sgradevoli, all'ordinato e quieto vivere perseguito dalle autorità pubbliche.
Come nelle città cristiane medievali, l'economia era strutturata su basi corporative e di ogni arte o mestiere veniva rappresentata da un Maestro, coadiuvato da aiutanti dotati di esperienza e autorevolezza. Ad essi era demandato il corretto andamento dei commerci grazie anche al concreto aiuto del muḥtasib (sovrintendente) o del ṣāḥib al-sūq ("signore del mercato" - da cui l'antico spagnolo zabazoque) -, che, con poteri di polizia annonaria, assicuravano il corretto uso di pesi e misure, reprimendo ogni frode con l'intervento di una specifica forza di polizia (shurṭa) che poteva irrogare pene pecuniarie o l'arresto dei colpevoli.
Le diverse tipologie di merci determinavano la struttura del sūq, che si sviluppava, all'interno di strutture murarie protette, secondo un andamento che potremmo definire a cerchi concentrici, con le professioni e le arti legate a merci non deteriorabili disposte al centro (poteva essere questo il caso degli orafi e dei profumieri), con quelle a impatto medio nel secondo cerchio (alimenti aridi, tessuti, calzature) e con le arti e professioni più "inquinanti" verso l'esterno (lattonieri, tintori, macellerie, pescherie, animali vivi al dettaglio). Ogni genere commerciabile veniva così ad operare accanto a quello dei propri concorrenti, così da agevolare il cliente nelle valutazioni comparative.
L'apertura e la chiusura dei commerci erano rigidamente scandite da un orario di cui erano garanti i Maestri delle arti e delle corporazioni. Essi inoltre organizzavano l'ingresso dei novizi e il loro apprendistato. Il sistema, come tendenzialmente ogni sistema corporativo, era chiuso, si apparteneva a un'arte o a una corporazione per diritto di nascita e di eredità, salvo sporadici ed eccezionali casi autorizzati espressamente dal potere o dalla stessa arte o corporazione.

## Nelle città

### Damasco
Damasco è celebre per i suoi sūq caratteristici, di cui si ricordano principalmente al-Ḥamīdiyye (così chiamato perché il committente fu il sultano ottomano ʿAbd al-Ḥamīd, quello di Midḥat Pāshā (dal nome di un noto politico d'età ottomana), al-Ḥarīr (mercato della seta, in arabo "seta"), al-Khayyāṭīn (lett. "sarti": mercato della merceria), Buzūriyye (mercato delle spezie, dall'arabo buzūr, "semi"), al-Ṣāgha (mercato dell'oreficeria, in arabo ṣiyāgha, "oreficeria").

### Aleppo
Sempre in Siria, ad Aleppo, vi è il più grande suq al mondo, con una lunghezza di 13 km. In tale mercato si ha una vasta tipologia di settori merceologici.

### Il Cairo
Al Cairo si trova un grande suq chiamato Khan el-Khalili.